# Спрінг-Веллі (Міннесота)
Спрінг-Веллі (англ. Spring Valley) — місто (англ. city) в США, в окрузі Філлмор штату Міннесота. Населення — 2447 осіб (2020).

## Географія
Спрінг-Веллі розташований за координатами 43°41′12″ пн. ш. 92°23′24″ зх. д. / 43.68667° пн. ш. 92.39000° зх. д. (43.686677, -92.390095). За даними Бюро перепису населення США в 2010 році місто мало площу 6,56 км², уся площа — суходіл. В 2017 році площа становила 7,62 км², уся площа — суходіл.

## Демографія
Згідно з переписом 2010 року, у місті мешкало 2479 осіб у 1074 домогосподарствах у складі 651 родини. Густота населення становила 378 осіб/км². Було 1172 помешкання (179/км²).
Расовий склад населення:
| - 97,6 % — білих - 0,6 % — чорних або афроамериканців - 0,5 % — азіатів - 0,1 % — корінних американців |

До двох чи більше рас належало 1,0 %. Частка іспаномовних становила 0,7 % від усіх жителів.
За віковим діапазоном населення розподілялося таким чином: 23,8 % — особи молодші 18 років, 57,2 % — особи у віці 18—64 років, 19,0 % — особи у віці 65 років та старші. Медіана віку мешканця становила 39,5 року. На 100 осіб жіночої статі у місті припадало 95,4 чоловіків; на 100 жінок у віці від 18 років та старших — 89,7 чоловіків також старших 18 років.
Середній дохід на одне домашнє господарство становив 53 078 доларів США (медіана — 44 939), а середній дохід на одну сім'ю — 65 109 доларів (медіана — 55 982). Медіана доходів становила 40 662 долари для чоловіків та 32 056 доларів для жінок. За межею бідності перебувало 11,9 % осіб, у тому числі 22,9 % дітей у віці до 18 років та 8,4 % осіб у віці 65 років та старших.
Цивільне працевлаштоване населення становило 1275 осіб. Основні галузі зайнятості: освіта, охорона здоров'я та соціальна допомога — 29,9 %, роздрібна торгівля — 11,5 %, виробництво — 11,1 %.